# Primo (nome)
Primo  è un nome proprio di persona italiano maschile.

## Varianti
- Maschili: Primetto, Primino, Primiano
- Femminili: Prima, Primetta, Primina

### Varianti in altre lingue
- Latino: Primus[1]
- Portoghese: Primo[1]
- Sloveno: Primož[1]
- Spagnolo: Primo[1]

## Origine e diffusione
Dal cognomen latino Primus, letteralmente "primo"; in origine veniva attribuito solitamente al figlio primogenito, il che lo rende analogo, per semantica, a Tarō e Winona.
Veniva usato anche per designare il "primo" o "più vecchio" fra due membri omonimi della stessa famiglia (ad es. nel caso della tradizionale omonimia fra nonno e nipote o, talvolta, anche fra padre e figlio o ancora tra fratelli, etc). La stessa logica, per maggior chiarezza, fa da sfondo anche a nomi quali Secondo, Terzo, Quarto, Quinto, Sesto, Settimo, Ottavio, Nono e Decimo.
Primo è anche un cognome italiano, presente a bassa frequenza dal Nord al Sud Italia.

## Onomastico
L'onomastico si può festeggiare il 9 giugno in memoria di san Primo, martire sulla Via Nomentana con il fratello Feliciano. Con questo nome si ricordano ancora:
- 9 febbraio, san Primo, martire a Lemellefa assieme a san Donato[4].
- 23 febbraio, san Primiano di Ancona, vescovo e martire.

## Persone

Primo Levi

- Primo Andrighetto, calciatore italiano
- Primo Arzilli, fantino italiano
- Primo Carnera, pugile e attore italiano
- Primo Cresta, partigiano italiano
- Primo Gibelli, militare italiano
- Primo Lacchini, partigiano italiano
- Primo Levi, scrittore, partigiano e chimico italiano
- Primo Mazzolari, presbitero, scrittore e partigiano italiano
- Primo Moroni, scrittore, libraio ed intellettuale italiano
- Primo Nebiolo, dirigente sportivo italiano
- Primo Riccitelli, compositore italiano
- Primo Reggiani, attore italiano
- Primo Sentimenti, allenatore di calcio e calciatore italiano
- Primo Volpi, ciclista su strada italiano
- Primo Zeglio, regista italiano

### Variante Primož
- Primož Bačar, cestista sloveno
- Primož Brezec, cestista sloveno

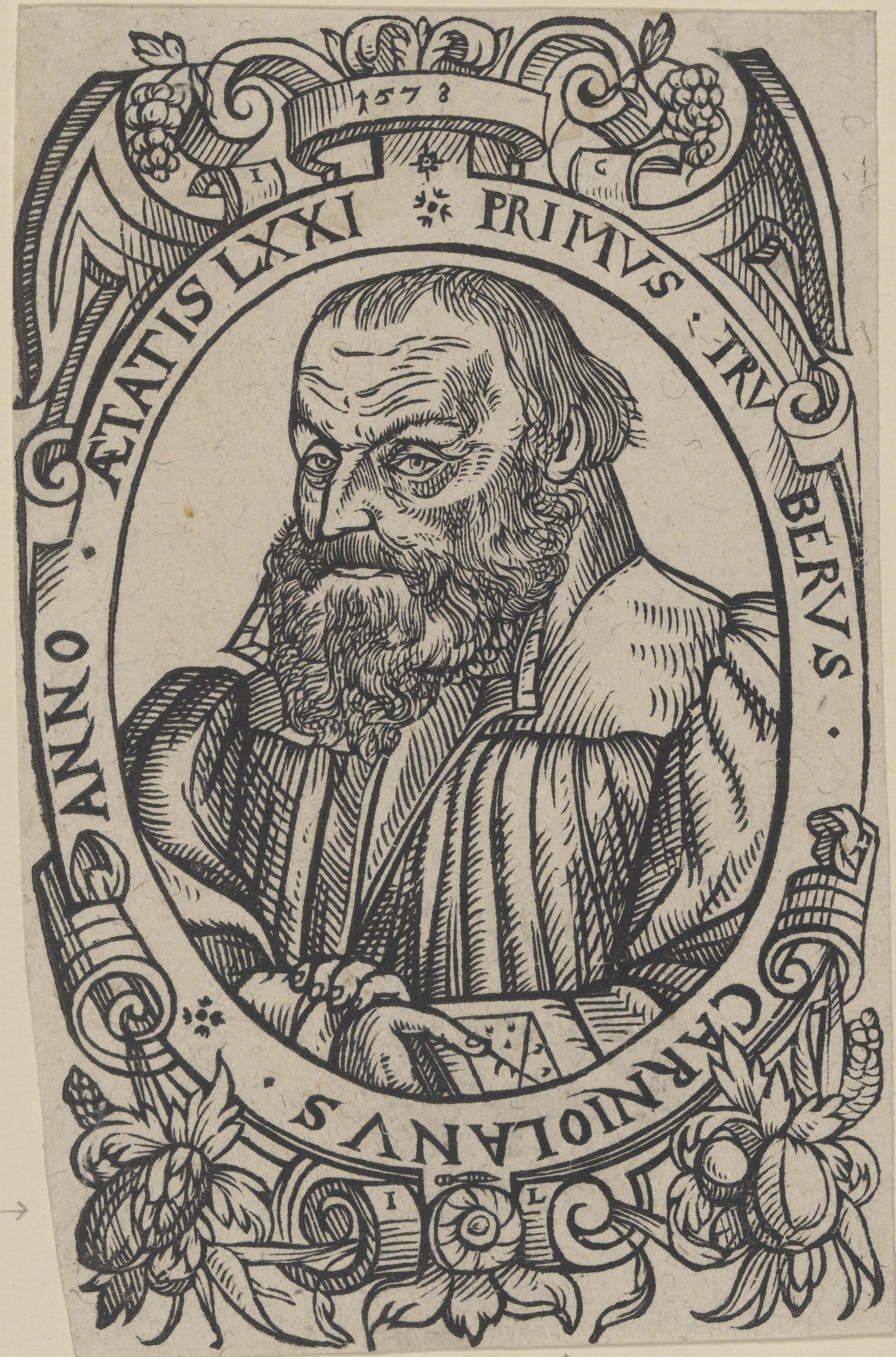
Primož Trubar

- Primož Čerin, ciclista su strada jugoslavo
- Primož Gliha, allenatore di calcio e calciatore sloveno
- Primož Kozmus, atleta sloveno
- Primož Peterka, saltatore con gli sci sloveno
- Primož Roglič, ciclista su strada ed ex saltatore con gli sci sloveno
- Primož Trubar, religioso, scrittore e riformatore sloveno

### Variante Primiano
- Primiano di Ancona, vescovo e santo italiano
- Primiano di Larino, santo italiano
- Primiano Muratori, fonico italiano

## Il nome nelle arti
- Principe Primus, personaggio del romanzo e film Stardust, interpretato da Jason Flemyng.